# 元田敏夫

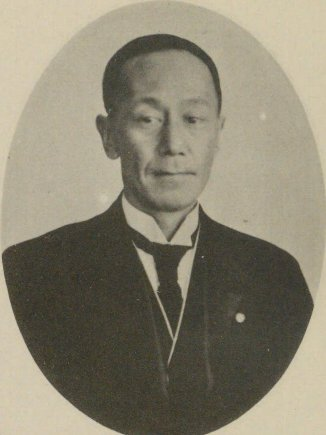
元田敏夫

元田 敏夫（もとだ としお、1882年〈明治15年〉5月1日 - 1958年〈昭和33年〉3月30日）は、日本の内務官僚。官選県知事。

## 経歴
東京市麹町区紀尾井町出身。政治家・元田肇の長男として生まれる。麹町小学校、府立一中、第一高等学校を卒業。1906年、東京帝国大学法科大学を卒業し、大学院に進学して行政法を研究。1908年11月、文官高等試験行政科試験に合格。内務省に入省し静岡県属となる。
以後、千葉県事務官、内務書記官、東京府理事官、内務省土木局河港課長、宮崎県内務部長、埼玉県内務部長、拓殖局長官事務取扱、拓殖事務局長などを歴任。
1923年10月、埼玉県知事に就任。関東大震災からの復興、苗木検査所の設置、県立図書館の設置などを推進。1924年6月、千葉県知事に転任。千葉県営鉄道多古線の延長予定線問題で県会が大荒れとなる。震災復興、金融調整、公民教育振興に尽力。1926年9月、休職となる。1927年5月、香川県知事に就任。1928年3月から5月まで高松市で開催された全国産業博覧会の成功に尽力。1929年7月に知事を辞任し退官した。